# خاندان حمادیون
خاندان حمادیون یا حمادیان (انگلیسی: Hammadid dynasty)، که با عنوان پادشاهی بجایه یا امارت حمادیون نیز شناخته می‌شود، حکومتی اسلامی در قرون وسطی است که در مغرب عربی (الجزایر امروزی) واقع شده بود. این حکومت در قرن ۱۱ میلادی توسط حماد بن بلقین پس از اعلام رسمی استقلال از زیریان تشکیل و تأسیس شد. در دوره ناصر بن ناس، امارت حمادیون مبدل به برجسته‌ترین قلمرو در مغرب شد و در همین دوره به اوج قدرت و حدود قلمروی خود رسید که از تلمسان در غرب تا تونس در شرق امتداد داشت. با این حال این امارت با قدرت‌گیری موحدون در غرب قلمروی خود، به مرور قدرت خود را در مغرب از دست داد تا آنکه در سال ۱۱۵۲ به‌طور کامل توسط خلافت موحدون در عهد یحیی بن عبدالعزیز تصرف شد.